# Mount Hope (Nowy Jork)
Mount Hope – miasto w Stanach Zjednoczonych, w stanie Nowy Jork, w hrabstwie Orange.